# Absorptienevel

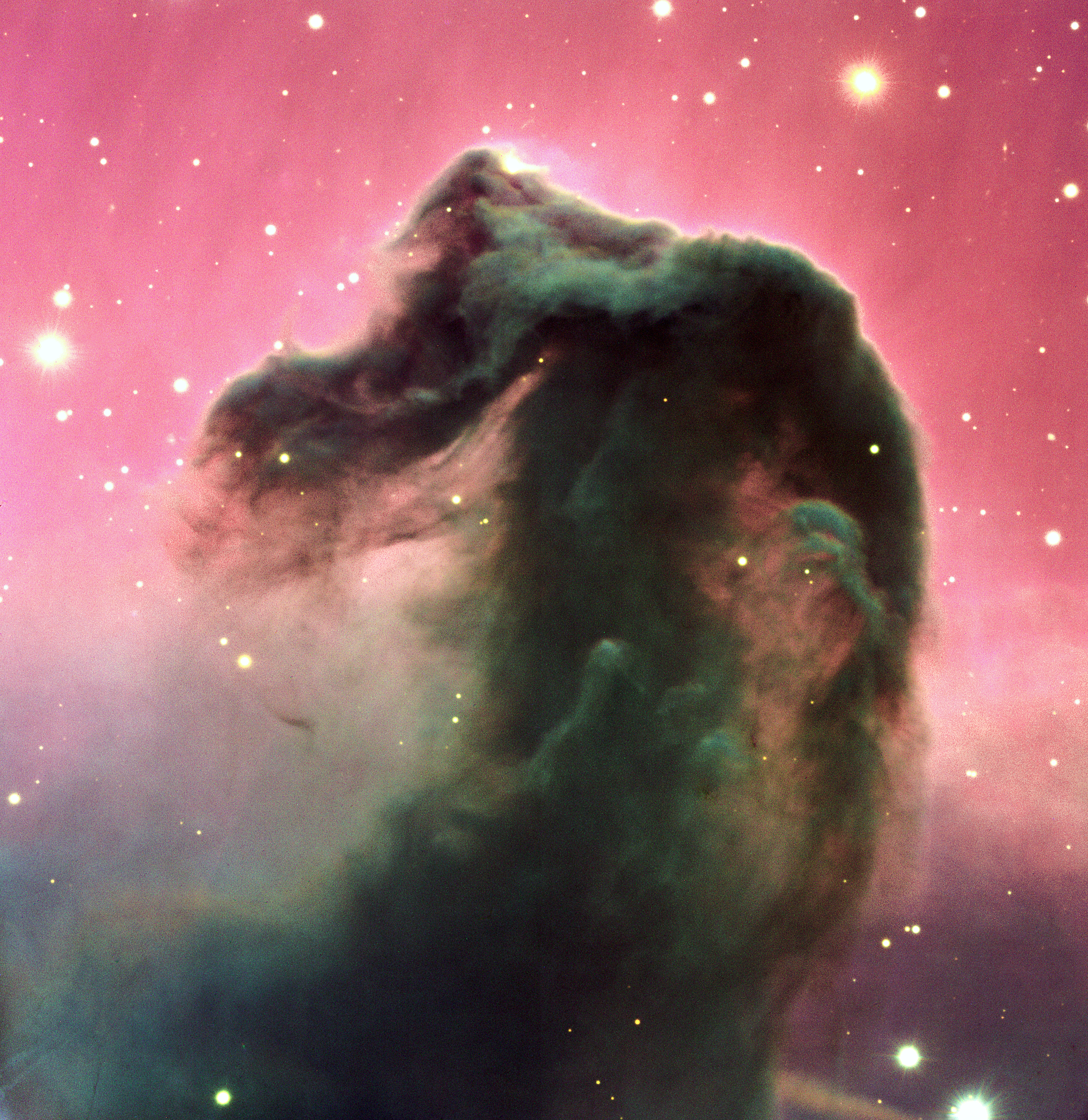
Paardenkopnevel

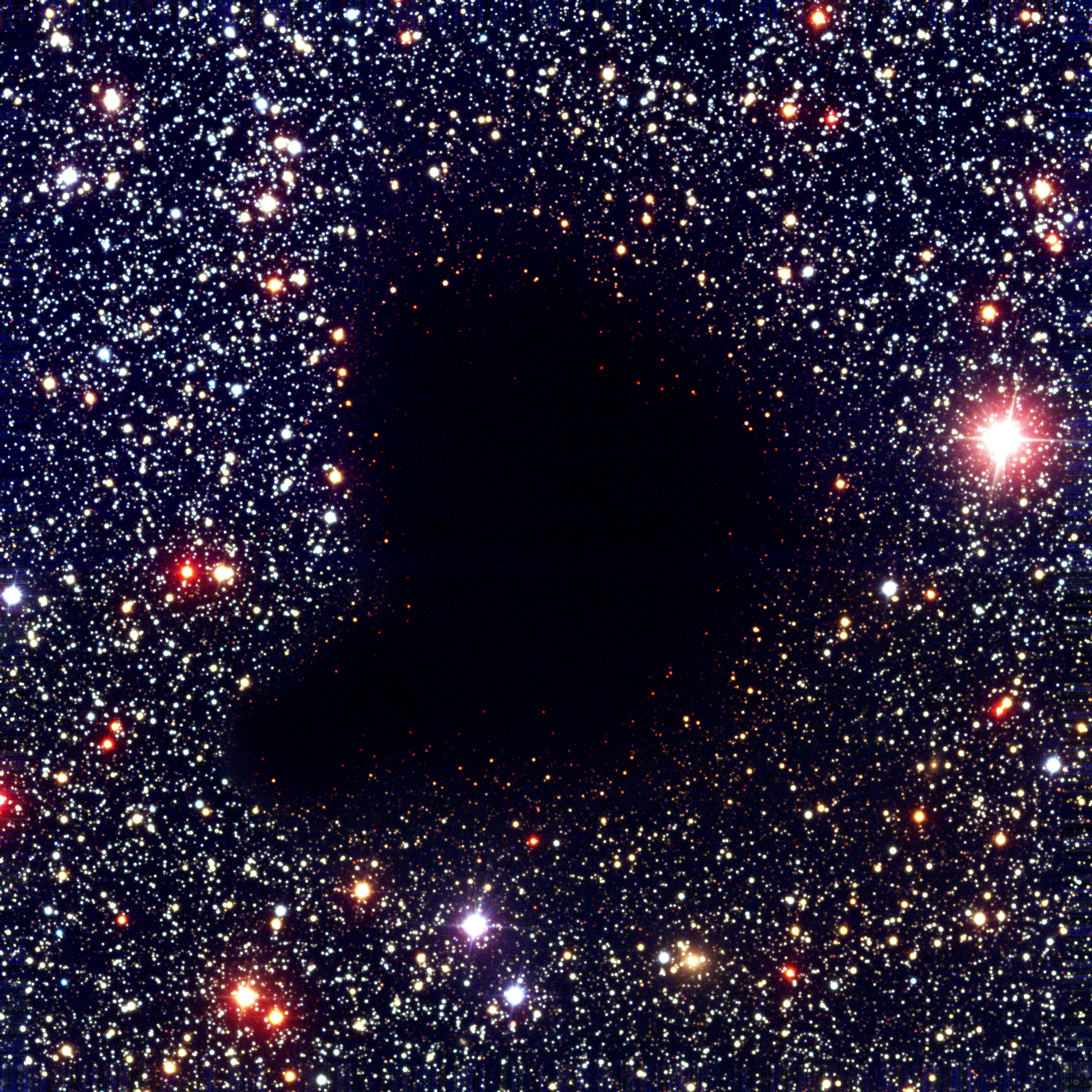
De donkere wolk Barnard 68

Een absorptienevel is een diffuse nevel die aan de hemel zichtbaar is doordat een donkere wolk van gas en stof afsteekt tegen een heldere achtergrond of doordat achtergrondsterren ontbreken in de richting van de wolk. Wegens de samenstelling wordt dit ook een moleculaire wolk genoemd. Kleine absorptienevels worden bolwolken genoemd.
Die heldere achtergrond kan een groep sterren zijn of een andere nevel die wel licht uitzendt. De absorptie is niet even sterk voor alle golflengten, infrarood licht wordt minder geabsorbeerd dan blauw licht (zie interstellaire extinctie). Daardoor lijken sterren achter een absorptienevel roder te zijn dan sterren naast een nevel. 
De donkere nevel zendt zelf geen zichtbaar licht uit; het stof straalt wel in het submillimetergebied. Bekende voorbeelden van donkere nevels zijn de Kolenzaknevel en de Paardenkopnevel.
Sommige gebieden aan de hemel zoals het Taurus/Auriga complex bevatten een groot aantal absorptienevels.